# 广岛经济大学
广岛经济大学（英語：Hiroshima University of Economics）位于广岛县广岛市安佐南区，为日本的私立大学，1967年设置，大学简称经大、经济大、广经、广经大。

## 沿革
1967年，广岛经济大学设置。

## 院系
- 经济学部
  - 经济学科
  - 经营学科
  - 国际地域经济学科，平成22年募集停止。
  - 情报学
  - 信息学
  - 电子信息学

## 著名校友
- 小林宏
- 内田贵光
- 仓本慎也
- 平松一宏
- 荒木亮次
- 古岛拓大
- 中广大悟
- 土佐正道
- 松冈右弥
- 柳田悠岐

## 周边设施
- JR西日本可部线-下祇园站
- 佐东银山城
- 广岛县立祇园北高等学校